# Alexandre le Grand (film, 1980)
Pour les articles homonymes, voir Alexandre le Grand (film).
Pour plus de détails, voir Fiche technique et Distribution.
Alexandre le Grand (Ο Μεγαλέξανδρος (O Megalexandros)) est un film grec réalisé par Theo Angelopoulos, sorti en 1980.

## Synopsis
En 1900, à Athènes, un bandit évadé de prison prend, avec l'aide de sa troupe de klephtes, des diplomates anglais en otage. De retour dans son village natal transformé en commune autogérée, il est accueilli en héros. En échange des otages, il exige l'amnistie et des terres. L'instituteur du village quant à lui a organisé le village en communauté. Cependant, les forces de l'ordre assiègent le village. Alexandre, qui se qualifie de réincarnation d'Alexandre le Grand, se transforme en tyran et se forge un culte de la personnalité.

## Fiche technique
- Titre : Alexandre le Grand
- Titre original : Ο Μεγαλέξανδρος (O Megalexandros)
- Réalisation : Theo Angelopoulos
- Production : Theo Angelopoulos, Centre du cinéma grec, RAI et ZDF
- Scénario : Theo Angelopoulos et Pétros Márkaris
- Directeur de la photographie : Yórgos Arvanítis
- Montage : Yorgos Triantafyllou
- Décors : Mikès Karapiperis
- Costumes : Giorgos Ziakas
- Son : Argyris Lazaridis
- Musique : Christodoulos Halaris
- Pays d'origine : Grèce
- Format : Couleurs - Mono - 35 mm
- Genre : Drame
- Durée : 235 minutes
- Date de sortie : 1980
- Date de sortie du DVD Trigon films: 2011

## Distribution
- Omero Antonutti : Alexandre
- Eva Kotamanidou (en) : belle-fille d'Alexandre
- Michalis Yannatos (en) : le guide
- Grigoris Evangelatos (sv) : l'instituteur
- Christoforos Nezer : Monsieur Zelepis
- Miranda Kounelaki
- Laura De Marchi : anarchiste italien
- Toula Stathopoulou : femme du village
- Thanos Grammenos : un homme du village
- Elpidoforos Gotsis

## Thématiques
Angelopoulos indique avoir réalisé une fable contre le stalinisme, d'où l'allégorie d'Alexandre le Grand qui comme Staline, se prend en libérateur avec la collectivisation utopique mais transforme le pays conquis en dictature impitoyable avec un dirigeant déifié,,.

## Récompenses
- Festival du cinéma grec 1980 (Thessalonique) : meilleur film, meilleure photographie, meilleurs décors, meilleur son et meilleur film pour l'Union panhellénique des critiques de cinéma (PEKK)
- Mostra de Venise 1980 : 
  - Lion d'or du nouveau cinéma
  - Prix FIPRESCI